# Иван Мечкуевски
Иван Стойчев Мечкуевски е български офицер, артилерийски полковник, офицер от Балканската (1912 – 1913) и Междусъюзническата война (1913), командир на отделение от 14-и артилерийски полк през Първата световна война (1915 – 1918), по-късно командир на 7-и артилерийски полк и началник на 1-ви армейски огнестрелен склад.

## Биография
Иван Мечкуевски е роден на 24 януари 1876 г. в Мечкуевци, Османска империя. През 1893 г. завършва Военното на негово Княжеско Височество училище с 15-и випуск и на 2 август е произведен в чин подпоручик, на 2 август 1897 г. в чин поручик, а през 1904 г. в чин капитан. Взема участие в Балканската (1912 – 1913) и Междусъюзническата война (1913), като на 18 май 1913 г. е произведен в чин майор. В периода от 1893 до 1915 г. Иван Мечкуевски служи във 2-ри артилерийски полк и 2-ри планински артилерийски полк.
По време на Първата световна война (1915 – 1918) служи като командир на отделение от 14-и артилерийски полк, като на 30 май 1916 г. е произведен в чин подполковник. През 1917 г. е награден съгласно заповед № 679 по Действащата армия е награден с Военен орден „За храброст“ IV степен, 1 клас, а през 1921 г. съгласно заповед № 355 е награден с Народен орден „За военна заслуга“, ІV степен, с военно отличие.
След войната, на 5 юли 1919 г. е произведен в чин полковник. Служи в 24-ти артилерийски полк, 17-и артилерийски полк, като командир на 7-и артилерийски полк и като началник на 1-ви армейски огнерстрелен склад. Уволнен е от служба на 8 декември 1920 г.

## Военни звания
- Подпоручик (2 август 1893)
- Поручик (2 август 1897)
- Капитан (1904)
- Майор (18 май 1913)
- Подполковник (30 май 1916)
- Полковник (5 юли 1919)

## Образование
- Военно на Негово Княжеско Височество училище (до 1893)

## Награди
- Военен орден „За храброст“, IV степен, 1 клас (1917)
- Народен орден „За военна заслуга“, IV степен, с военно отличие (1921)